# Oh, Boy!
Oh, Boy! är en sång skriven av Sonny West, Bill Tilghman och Norman Petty. Sången spelades ursprungligen in av Sonny West i slutet av 1950-talet men rönte ingen kommersiell framgång. Den spelades senare in av Buddy Holly and the Crickets mellan 29 juni och 1 juli 1957.